# 毫沁营站
毫沁营站（蒙古语：ᠬᠠᠭᠤᠴᠢᠨ ᠠᠢᠯ）是呼和浩特地铁2号线的地铁车站，位于中华人民共和国内蒙古自治区呼和浩特市新城区丁香北路街道与呼伦贝尔北路街道交界成吉思汗大街与兴安北路交叉口地下，2020年10月1日開通运营。

## 车站结构
毫沁营站位于成吉思汗大街与兴安北路交叉口，沿成吉思汗大街呈东西向布置，长291.3米，标准段宽度21.7米，为地下两层岛式车站。
| 地面              | 出入口 | B-D出入口 |
| 地下一层          | 站厅   | 客服中心、自动售票机、验票机                                                                                              |
| 地下二层          | 站台层 | \| \| \| █ 2号线往阿尔山路（成吉思汗广场） \| \| 島式 · 開左邊车门 \| \| \| \| \| \| █ 2号线往塔利东路（成吉思汗公园） \| |
|                   |        | █ 2号线往阿尔山路（成吉思汗广场）                                                                                         |
| 島式 · 開左邊车门 |        | |
|                   |        | █ 2号线往塔利东路（成吉思汗公园）                                                                                         |

## 车站出口
毫沁营站共设3个出口，各出口及周围设施如下所示：
| 出口编号            | 照片 | 地点                 | 可到达目的地       |
| ------------------- | ---- | -------------------- | ------------------ |
| B · 出口 · （设有） |      | 成吉思汗东街（南侧） | 呼和浩特市国星中学 |
| C · 出口            |      | 成吉思汗大街（南侧） | 兴泰建设大厦       |
| D · 出口            |      | 成吉思汗大街（北侧） | 亲亲尚城           |
| 图例： 设有         |      |                      |                    |

## 接驳交通

### 公交车
- 兴泰名居住宅区：71路、80路、303路、K7路
- 澳赢花苑花卉市场：62路、80路、120路、K7路

## 历史
- 2018年10月11日，车站主体结构封顶[3]。
- 2020年10月1日，本站随2号线通车一同开通[1]。